# Troie, la cité du trésor perdu

Troie, la cité du trésor perdu (Der Geheimnisvolle Schatz von Troja) est un téléfilm allemand réalisé par Dror Zahavi, diffusé en 2007.

## Synopsis
Au XIXe siècle, l'archéologue allemand Heinrich Schliemann est à la recherche de la mythique cité de Troie.

## Fiche technique
- Titre : Troie, la cité du trésor perdu
- Titre original : Der Geheimnisvolle Schatz von Troja
- Réalisation : Dror Zahavi
- Scénario : Don Bohlinger
- Pays d'origine : Allemagne
- Genre : Aventure
- Durée : 180 minutes
- Dates de diffusion : 15 février 2007 (Allemagne), 3 septembre 2008 sur M6 (France) , 11 novembre 2008 sur W9 (France) , 11 août 2010 sur M6 (France)

## Distribution
- Heino Ferch (VF : Patrick Poivey) : Heinrich Schliemann
- Mélanie Doutey (VF : Mélanie Doutey) : Sophia Engastromenos
- Justus von Dohnanyi (VF : Georges Caudron) : Oskar Neumann
- Merab Ninidze (VF : Pierre-François Pistorio) : Yannakis
- Rolf Kanies (VF : Gérard Surugue) : Georgios Vimbos
- Matthias Koeberlin (VF : Marc Saez) : Lars Bernsson
- Max von Thun (VF : Arnaud Arbessier) : Theo
- Claudia Michelsen (VF : Anne Rondeleux): Michaela Neumann
- Kostja Ullmann (VF : Denis Laustriat) : Demetrios
- Peter Gavajda : M. Engastromenos
- Marta Joanna Chruscinski : la sœur de Sophia
- Cordelia Wege : Lydia
- Adriana Altaras : Victoria Engastromenos
- Hansjürgen Hürrig : Rudolf Virchow
- Aykut Kayacik : Safvet Pacha
- August Schmölzer : Otto von Bismarck
- Thomas Thieme : Guillaume I